# Cortia staintoniana
Cortia staintoniana là một loài thực vật có hoa trong họ Hoa tán. Loài này được Farille & S.B.Malla mô tả khoa học đầu tiên năm 1985.